# Cardă
O cardă este o mașină folosită în filaturi pentru cardarea materialelor fibroase. Este constituită dintr-o tobă cu diametru mare și dintr-un număr de cilindri cu diametrul mic (sau din capace cu lineale înguste), toate prevăzute cu garnituri de ace. 
Acest articol conține text din Dicționarul enciclopedic român (1962-1966), aflat acum în domeniul public.